# Eometa
Genre
Eometa est un genre fossile d'araignées aranéomorphes de la famille des Tetragnathidae.

## Distribution
Les espèces de ce genre ont été découvertes dans de l'ambre de la mer Baltique. Elles datent du Paléogène.

## Liste des espèces
Selon The World Spider Catalog 16.0 :
- †Eometa calefacta Wunderlich, 2004
- †Eometa longipes Petrunkevitch, 1958
- †Eometa occulta Wunderlich, 2004
- †Eometa perfecta Wunderlich, 2004
- †Eometa samlandica Petrunkevitch, 1958

## Publication originale
- (en) Petrunkevitch, 1958 : Amber spiders in European collections. Transactions of the Connecticut Academy of Arts and Sciences, vol. 41, p. 97–400.